# Cis megastictus
Cis megastictus är en skalbaggsart som beskrevs av Lawrence 1971. Cis megastictus ingår i släktet Cis och familjen trädsvampborrare. Inga underarter finns listade i Catalogue of Life.